# Saltning

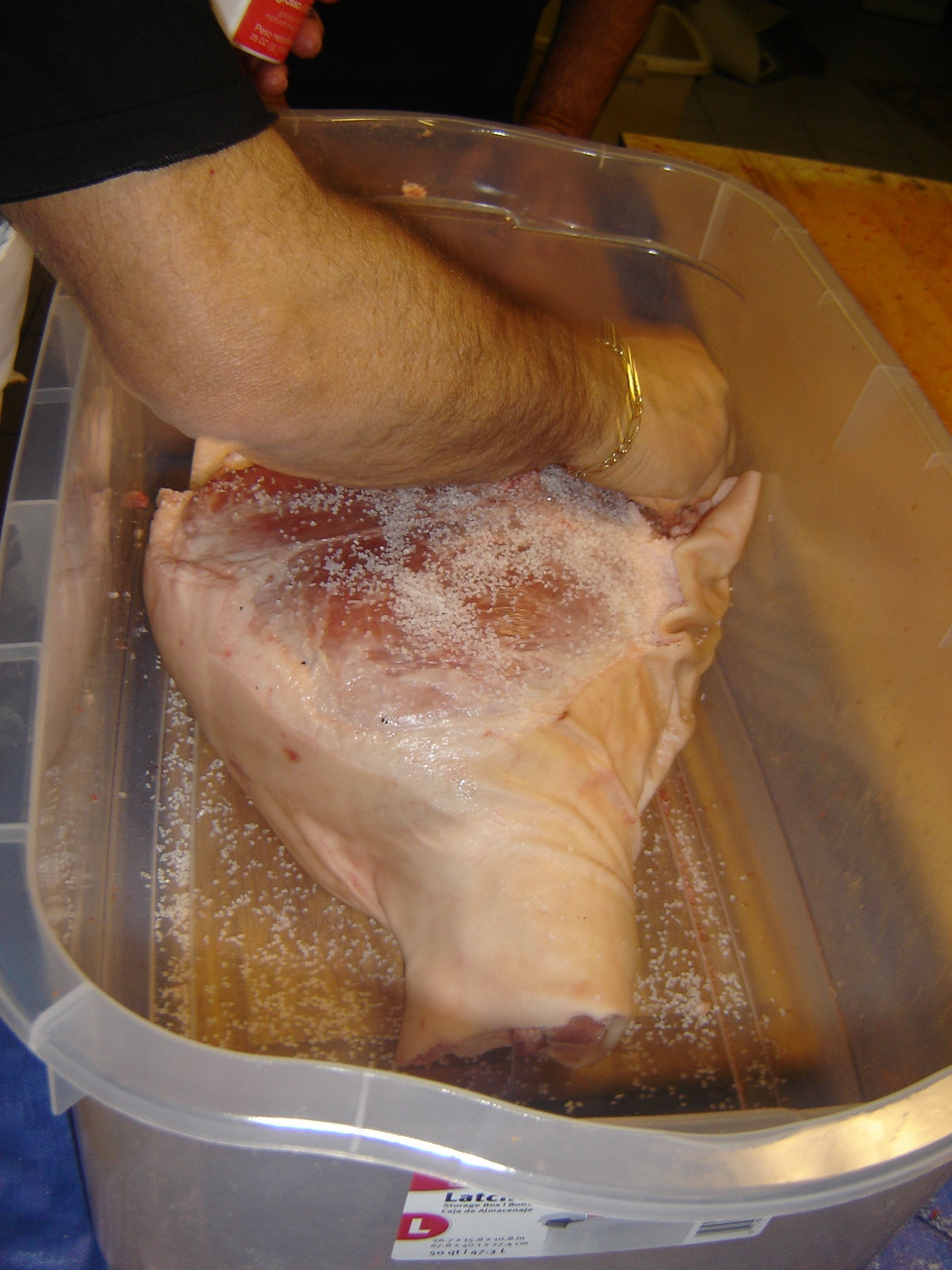
Havssalt läggs till rå skinka för att göra prosciutto

Saltning är en konserveringsmetod där hållbarheten hos ett livsmedel ökas genom tillförsel av salt. Det är relaterat till betning i allmänhet och mer specifikt till saltlösning även känd som jäsning (laga mat med saltlake, det vill säga saltvatten) och är en form av härdning. Det är en av de äldsta metoderna för att konservera mat, och två historiskt betydelsefulla saltade livsmedel är saltad fisk (vanligtvis torkad och saltad torsk eller saltad sill) och salttorkat kött (som bacon). Grönsaker som rosenbönor och kål konserveras också ofta på detta sätt.
Konserveringen verkar genom att salt binder vatten och minskar vattenaktiviteten (det tillgängliga vattnet) i produkten och därmed skapar en obehaglig miljö för mikroorganismer. Saltning var en av de första konserveringsmetoderna. De flesta bakterier, svampar och andra potentiellt patogena organismer kan inte överleva i en mycket salt miljö, på grund av saltets hypertoniska natur. Varje levande cell i en sådan miljö kommer att bli uttorkad genom osmos och dö eller bli tillfälligt inaktiverad. Finkorniga salter var dyrare men absorberade också fukt snabbare än grovt salt.

## Historik

### Förmodern
Saltning kunde kombineras med rökning för att producera bacon i bondehem. Instruktioner för att konservera (salta) nydödat viltkött på 1300-talet innebar att djuret skulle täckas med bräken så snart som möjligt och att bära det till en plats där det kunde slaktas, kokas i saltlake och torrsaltas för långtidskonservering i en tunna. Människor på 1300-talet kunde också lägga salt på grönsaker för smakens skull.
Saltat kött var en stapelvara i sjömannens diet under segeltiden. Den lagrades på fat och kunde ofta hålla i månader till sjöss. Den grundläggande Royal Navy-dieten bestod av saltat nötkött, saltat fläsk, skeppskex och havregryn, kompletterat med mindre mängder ärtor, ost och smör. Redan 1938 fann Eric Newby att kosten på det stora fartyget Moshulu nästan uteslutande bestod av saltat kött. Moshulus brist på kylning lämnade litet val eftersom fartyget gjorde resor som kunde vara över 100 dygn mellan hamnar.

### Modern

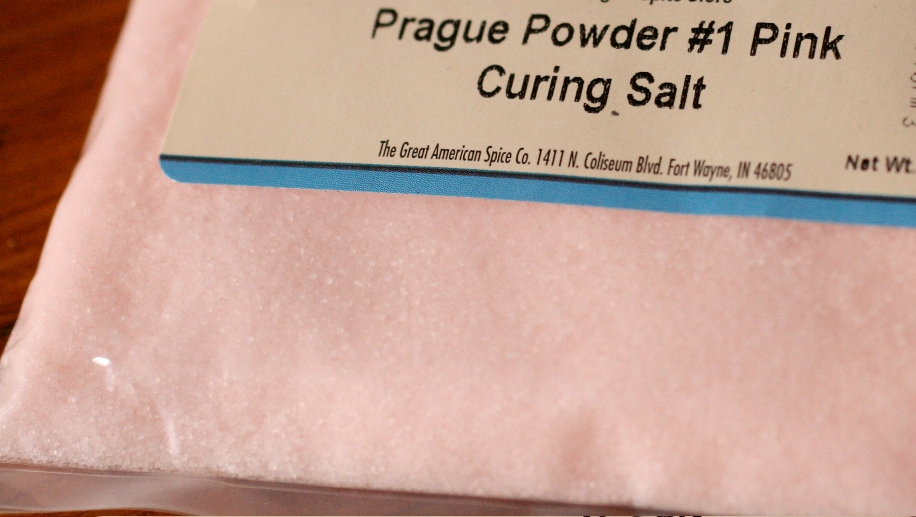
Påse med Pragpulver nr 1, även känt som "härdningssalt" eller "rosasalt". Det är vanligtvis en kombination av salt och natriumnitrit, med den rosa färgen tillsatt för att skilja den från vanligt salt.

Det upptäcktes på 1800-talet att salt blandat med nitrater (som salpeter) skulle färga kött rött, snarare än grått, och konsumenterna på den tiden föredrog då starkt det rödfärgade köttet. Maten som konserveras förblir hälsosam och fräsch i flera dygn och undviker bakteriellt angrepp.

## Insaltning av födoämnen

### Kött
Saltning, antingen med torrt salt eller saltlake, var en vanlig metod för att konservera kött fram till mitten av 1900-talet, och blev mindre populärt efter tillkomsten av kylning. Kött som hade konserverats på detta sätt kallades ofta "skräp" eller "salthäst". En tidig metod för att salta kött var korning, eller applicering av stora, grova saltpellets, som gneds in i köttet för att förhindra att det förstördes och för att bevara det. Denna term kommer från fornengelska och refererar till de stora saltkorn som används (se wiktionary:corn). Corned beef behåller detta namn, även om det vanligtvis är saltat idag.
Salt hämmar tillväxten av mikroorganismer genom att dra ut vatten ur mikrobiella celler genom osmos. Koncentrationer av salt upp till 20 procent krävs för att döda de flesta arter av oönskade bakterier. Rökning, som ofta används för att torka kött, tillför kemikalier till köttytan som minskar koncentrationen av salt som krävs.
Olika typer av saltat kött är basen i kosten för människor i Nordafrika, södra Kina, Skandinavien, kustnära Ryssland och i Arktis. Några av dessa saltade kött (eller livsmedel som innehåller saltat kött) är bacon, biltong, cecina, corned beef, skinka, jamón, jerky, pastrami och salt fläsk.

### Fisk
Torkning eller saltning, antingen med torrt salt eller med saltlake, var den enda allmänt tillgängliga metoden för att konservera fisk fram till 1800-talet. Torkad fisk och saltad fisk (eller fisk både torkad och saltad) är en stapelvara i dieter i Karibien, Västafrika, Nordafrika, Sydasien, Sydostasien, södra Kina, Skandinavien, delar av Kanada inklusive Newfoundland, kustnära Ryssland och i Arktis. Liksom andra saltkött ger det konserverat animaliskt protein även utan kylning.
På senare tid har frystorkning, vattenbindande fuktighetsbevarande medel och helautomatisk utrustning med temperatur- och luftfuktighetskontroll tillkommit. Ofta används en kombination av dessa tekniker.

## Hälsoeffekter
American Institute for Cancer Research (AICR) och World Cancer Research Fund International (WCRF) har konstaterat att det finns starka bevis för att konsumtion av saltad mat såsom saltkonserverad fisk och saltkonserverad mat i allmänhet ökar risken för magcancer och att den höga salthalten i bearbetat kött kan leda till skador på magslemhinnan. American Cancer Society har uttalat att "risken för magcancer är ökad hos personer vars dieter innehåller stora mängder livsmedel som konserveras genom saltning, såsom saltad fisk och kött och inlagda grönsaker." Dessutom har ett överdrivet intag av salt ett dos/respons-samband med förhöjt blodtryck, vilket ökar risken för flera hjärtkärlsjukdomar.